# Elena Tsagkrinou
Elena Tsagkrinou (in greco Έλενα Τσαγκρινού?; Atene, 16 novembre 1994) è una cantante e conduttrice televisiva greca.
Ha rappresentato Cipro all'Eurovision Song Contest 2021 con il brano El diablo.

## Biografia
Nata ad Atene, Elena Tsagkrinou è salita alla ribalta nel 2009 con la sua partecipazione alla seconda edizione di Ellada eheis talento, versione ellenica del format televisivo Got Talent, dove ha raggiunto le semifinali prima di essere eliminata.
Nell'estate del 2013, dopo aver superato con successo l'audizione, ha firmato un contratto discografico con l'etichetta discografica Feelgood Records, subentrando con il ruolo di voce solista nel gruppo musicale OtherView. Insieme al gruppo ha pubblicato il singolo di debutto della nuova formazione What You Want, seguito poi dal singolo in lingua greca O gyros tou kosmou. Insieme hanno continuato a pubblicare musica fino al 2018, quando Elena ha abbandonato il gruppo per focalizzarsi sulla sua carriera solista. Da qui la cantante ha firmato un contratto discografico con la Panik Records, pubbliccando il singolo di successo nazionale Pame ap' tīn archī, con la relativa versione inglese Summer Romance.
Nel 2019, insieme ad artisti del calibro di Dakis e gli OGE, si è esibita a MadWalk - The Fashion Music Project e ai MAD Video Music Awards, trasmessi  rispettivamente sulle emittenti MAD TV ed ERT.
Il 25 novembre 2020 è stato confermato che l'ente televisivo cipriota CyBC l'ha selezionata internamente come rappresentante nazionale per l'Eurovision Song Contest 2021 a Rotterdam, nei Paesi Bassi con il brano El diablo, che ha esordito in top ten nella classifica greca e che per aver totalizzato 10 000 unità ha ricevuto la certificazione d'oro. Dopo essersi qualificata dalla prima semifinale, Elena Tsagkrinou si è esibita alla finale eurovisiva, dove si è piazzata al 16º posto su 26 partecipanti con 94 punti totalizzati.
Il 17 maggio 2021, il giorno prima dell'inizio della manifestazione europea, Tsagkrinou ha pubblicato il suo album di debutto El diablo. Oltre all'omonimo singolo, all'interno dell'album sono presenti anche altri singoli di successo dell'artista tra cui Pame ap' tīn archī e Amore.

## Vita privata
A partire dal 2017 Elena Tsagkrinou ha iniziato una relazione con il rapper greco Mike.

## Discografia

### Album in studio
- 2021 – El diablo

### Singoli
- 2018 – Pame ap' tīn archī/Summer Romance
- 2018 – Paradeisos
- 2019 – Logia
- 2020 – Amore
- 2020 – Pare me ankalia (feat. Mike)
- 2021 – El diablo
- 2021 – Telika ī zōī synechizetai/Love Goes On (con Dīmītrīs Tatarakīs)
- 2021 – Savvatovrada
- 2022 – Epafī (con DJ Stephan)
- 2022 – Mykonos kai Santorinī
- 2022 – Pes (con Nore Pierre)
- 2022 – Ypopteyomai (con DJ Stephan)
- 2023 – Eleipes (con DJ Stephan e Nore Pierre)
- 2023 – Pretty Girl (con DJ Stephan e Blanco)
- 2023 – Gyrise?
- 2023 – Sokolata pagōto
- 2023 – Erōtas
- 2024 – Misī kardia (con DJ Stephan)

## Filmografia

### Cinema
- The Bachelor, regia di Antonis Sotiropoulos (2016)

### Televisione
- Ellada Eheis Talento (2009) – Concorrente
- Just The 2 Of Us (2014) – Concorrente/coach
- MadWalk - The Fashion Music Project (2016–19)
- The Voice of Greece (2016-2017) – Co-presentatrice
- MTN MadWalk Cyprus (2017)
- MAD Video Music Awards (2017–19)
- Super Music Awards Cyprus (2017)
- My Style Rocks (2018) – Giudice ospite

### Doppiaggio
- Gigliola in I Puffi - Viaggio nella foresta segreta (versione greca)